# Nseng-Nlong IV
Nseng-Nlong IV est un village du Cameroun, situé dans la commune de Mbalmayo, le département du Nyong-et-So'o et la région du Centre.

## Population
En 1963, Nseng-Nlong IV comptait 127 habitants, principalement des Bané. Lors du recensement de 2005, on y a dénombré 262 personnes.